# Francesco Guidi
Francesco Guidi, italijanski general, * 22. januar 1876, † 20. februar 1970.